# دراسة مستعرضة

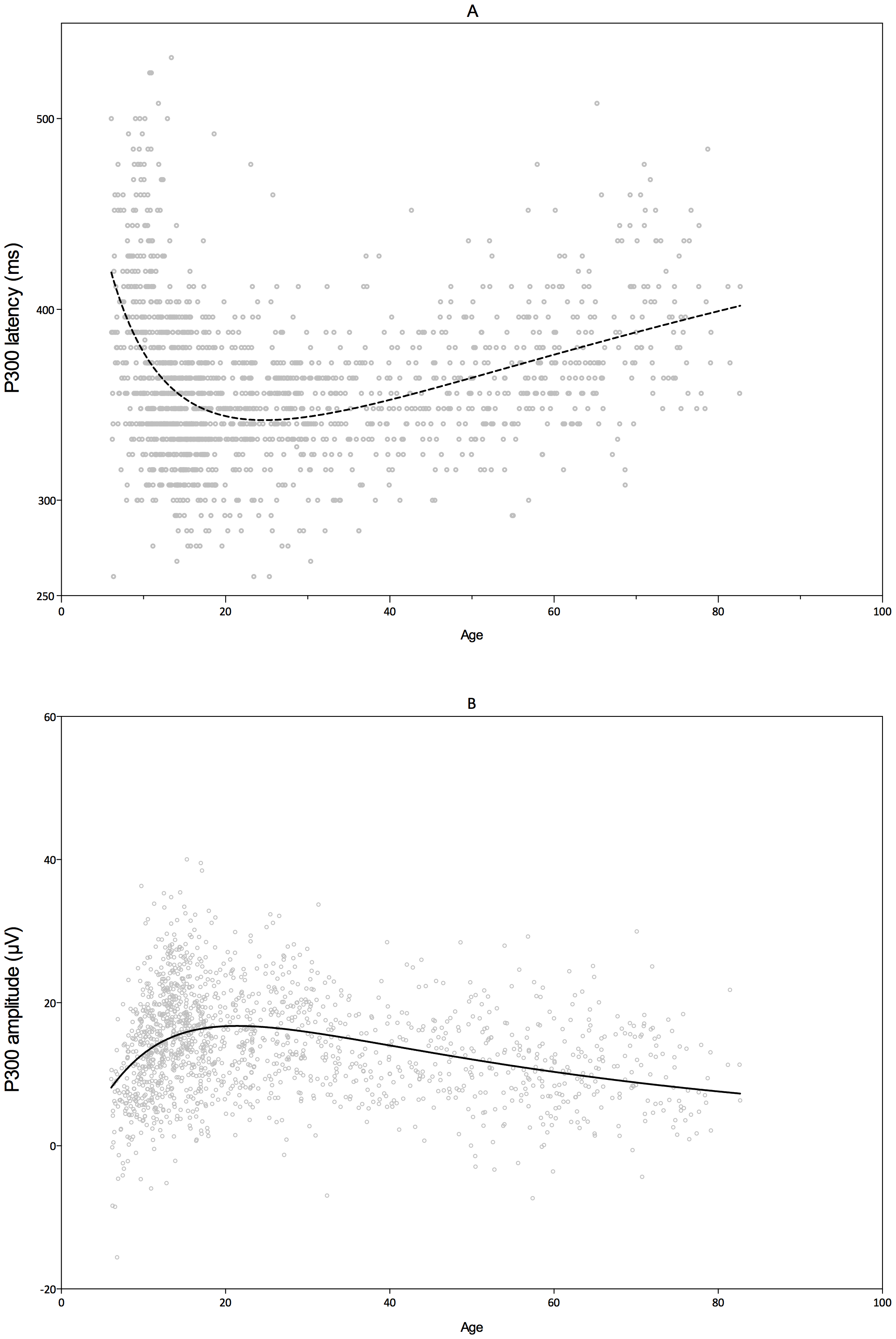
مسارات زمن الوصول والسعة لـ P300 عبر فترة العمر كما تم الحصول عليها من مجموعة البيانات المقطعية

الدراسة المستعرضة أو دراسة مقطعية أو استقصاء مقطعي (بالإنجليزية: Cross-Sectional Study)، في البحث الطبي والعلوم الاجتماعية هي نوع من أنواع الدراسة بالملاحظة تجمع فيها البيانات في نقطة زمنية واحدة.
يقصد من الدراسات المستعرضة في البحث الطبي الحصول على البيانات من كافة العينة الإحصائية الخاضعة للدراسة وذلك بخلاف دراسة الحالات والشواهد case-control studies، والتي تركز على الأفراد الذين لديهم خواص معينة مميزة (شواهد). بالتالي فإن الدراسات المستعرضة هي أبحاث وصفية (وهي ليست دراسات طولية أو تجريبية)، وهي تفيد في تحديد نسبة الأرجحية وكذلك الخطر النسبي (أو الاختطار النسبي) Relative risk والمطلق لانتشار الأوبئة.

## الرعاية الصحية
تتضمن الدراسات المستعرضة بيانات جُمعت في وقت محدد. غالبًا ما تُستخدم لتقدير معدل انتشار حالة مرضية حادة أو مزمنة، لكن لا يمكن استخدامها للإجابة عن أسئلة حول مسببات مرض ما أو نتائج تداخل معين. لا يمكن استخدام بيانات الدراسة المستعرضة لاستنتاج السببية لأن استمرارها الزماني غير معروف. قد تتضمن الدراسات المستعرضة مجموعة بيانات خاصة تتضمن أسئلة حول الماضي، لكنها غالبًا ما تعتمد على البيانات التي جُمعت بالأساس من أجل غايات أخرى. تكون الدراسات المستعرضة متوسطة التكلفة وغير مناسبة لدراسة الأمراض النادرة. قد تؤدي صعوبة تذكر أحداث الماضي إلى حدوث انحياز.

### الإيجابيات
يسمح استخدام البيانات التي تُجمع روتينيًا بإجراء دراسات مستعرضة ضخمة بتكلفة صغيرة فقط أو حتى بدون أي تكلفة. تُعتبر هذه إيجابية كبيرة بالمقارنة مع الأشكال الأخرى للدراسات الوبائية. اقتُرح وجود تقدم طبيعي من الدراسات المستعرضة قليلة التكلفة على البيانات التي تُجمع بصورة روتينية والتي تقترح فرضيات، إلى دراسات الحالات والشواهد التي تختبر هذه البيانات بصورة أكثر نوعية، ثم إلى دراسات التعرض (الدراسات الحشدية) ودراسات تجريبية تُكلف أكثر بكثير وتحتاج وقتًا أطول، لكنها قد تعطي أدلة قوية. في استبيان الدراسة المستعرضة، يُدرس ما إذا كان قيام مجموعة معينة بنشاط ما، فلنقل استهلاك الكحول، مرتبطًا بالتأثيرات الصحية التي يجري استقصاؤها، فلنقل تشمع الكبد. إذا تلازم استهلاك الكحول مع تشمع الكبد، سيدعم ذلك الفرضية القائلة إن استهلاك الكحول قد يكون مرتبطًا بالإصابة بالتشمع.

### السلبيات
قد لا تكون البيانات الروتينية مصمّمة للإجابة على أسئلة نوعية.
لا تحدد البيانات التي تُجمع بصورة روتينية عادة أي متغير هو المسبب وما هو التأثير. غالبًا ما تكون الدراسات المستعرضة التي تستخدم بيانات جُمعِت بالأساس من أجل غايات أخرى غير قادرة على تضمين بيانات حول عوامل تفنيد، أي متغيرات أخرى تؤثر على العلاقة بين المسبب والتأثير المفترضين. على سبيل المثال، لا تسمح البيانات التي تظهر فقط استهلاك الكحول وتشمع الكبد باكتشاف دور الاستهلاك السابق للكحول، أو أي مسبب آخر.
تجمع معظم دراسات الحالات والشواهد بيانات مصمَمة بصورة خاصة حول كل المشاركين، وتتضمن حقول بيانات مصممة للسماح باختبار الفرضية التي تكون محط الاهتمام. على كل حال، في القضايا التي قد تتضمن مشاعر شخصية قوية، قد تكون الأسئلة النوعية مصدرًا للانحياز. على سبيل المثال، قد يعبّر شخص يتمنى تقليل مشاعره الشخصية بالذنب عن استهلاكه السابق للكحول بصورة غير صحيحة. تكون هذه الانحيازات أقل في الإحصائيات التي تُجمع روتينيًا أو قد تُستبعد بصورة فعالة إن أجرى طرف ثالث عملية الرصد، على سبيل المثال سجل الضرائب على الكحول بحسب المنطقة.

#### نقاط ضعف البيانات المجمعة
يمكن أن تحتوي الدراسات المستعرضة بيانات على مستوى الأفراد (سجل لكل فرد كما في الاستبيانات الصحية الوطنية مثلًا). على كل حال، قد يكون من المستحيل في علم الأوبئة المعاصر إجراء استبيان لكل الجمهور ذي الصلة بموضوع البحث، لذا تتضمن الدراسات المستعرضة غالبًا تحليلًا ثانويًا للبيانات التي جُمعت لغاية أخرى. في الكثير من الحالات، قد لا تكون السجلات الشخصية متاحة للباحث، فيجب عندها استخدام معلومات على مستوى المجموعات. إن المصادر الأساسية لهذا النوع من المعلومات هي المؤسسات الكبيرة غالبًا مثل مكتب الإحصاء الرسمي للسكان أو مراكز السيطرة على الأمراض في الولايات المتحدة. لا تكون بيانات الإحصاء الحديثة حول الأفراد، على سبيل المثال تُحرَّر معلومات الإحصاء الفردية في المملكة المتحدة بعد قرن من الزمن. عوضًا عن ذلك، تجمّع هيئة إدارية البياناتِ غالبًا. تكون الاستنتاجات حول الأفراد المبنية على بيانات مجمّعة ضعيفة بسبب المغالطة البيئية. يجب أخذ احتمال ارتكاب «مغالطات ذرية» بعين الاعتبار حيث توضع الافتراضات حول الإحصاءات المجمّعة بناء على جمع بيانات على مستوى الأفراد (مثل أخذ متوسط الإحصاءات من أجل حساب متوسط إقليم). على سبيل المثال، قد يكون صحيحًا عدم وجود تلازم بين وفيات الرضع والدخل العائلي على مستوى المدينة، لكنه يبقى من الصحيح القول إن هناك علاقة قوية بين وفيات الرضع والدخل العائلي على المستوى الفردي. إن كل الإحصائيات المجمّعة عرضة للتأثيرات التركيبية، لذلك لا تقتصر الأهمية فقط على العلاقة على المستوى الفردي بين الدخل ووفيات الرضع، بل أيضًا نسب الأفراد ذوي الدخل القليل والمتوسط والعالي في كل مدينة. ولأن دراسات الحالات والشواهد تُبنى غالبًا على بيانات على مستوى الأفراد، فلا تصادف هذه المشكلة.